# Jack King (pallanuotista)
John Alexander King, detto Jack (23 agosto 1910 – Sydney, 2 marzo 2000), è stato un pallanuotista australiano, che ha partecipato alle Olimpiadi del 1948.